# 美食カメラマン 星井裕の事件簿
『美食カメラマン 星井裕の事件簿』（びしょくカメラマン ほしいゆうのじけんぼ）は、2010年から2012年までTBS系「月曜ゴールデン」で放送されたテレビドラマシリーズ。全3回。高嶋政伸は、月曜ゴールデン枠では初の主演作となる。
原作は柏木圭一郎の旅情ミステリーシリーズ。

## キャスト

### 主人公と元妻
星井裕（ほしい ゆう）〈46〉
演 - 高嶋政伸
東京を拠点に全国を飛び回るフリーのプロカメラマン。かなりの美食家で優れた味覚の持ち主。そのこともあってか特に料理写真にこだわりを持つ。京都が大の気に入り。バツイチ。美雪とは性格が好きで結婚するも、最後の半年は仕事によるすれ違いで離婚。第1作では事情聴取という形で元妻と10年ぶりに再会し、以降料理に詳しい人物として、頼られることに。
安西美雪（あんざい みゆき）〈46〉
演 - 水野真紀
星井の元妻。京都府警洛東警察署の警部。警視庁より左遷の形で赴任。納得できない事はとことん追及するタイプで、離婚と左遷の一因となっている。左遷理由は知り合いだった女性被疑者を信じて捜査本部と対立して単独捜査するも、結果は変わらなかった事による。第1作では転任早々に元夫と再会。

### 雑誌「ルーフ」
小林奈津美（こばやし なつみ）〈23〉
演 - さくら
星井のアシスタント兼雑誌「ルーフ」編集部員。愛称は「なっちゃん」。元零戦乗りで調香師だった祖父のDNAを受け継ぎ、視力は3.0と鼻が利く。それが星井の推理に役立つこともある。
金井美智子（かない みちこ）〈40〉
演 - 芳本美代子
ルーフ出版の雑誌「ルーフ」編集長。奈津美の姉。夫とは別居中。

### 京都府警洛東警察署
岩本太（いわもと ふとし）〈50〉
演 - 北見敏之
巡査部長。愛称は「ガンさん」。
大田原茂（おおたわら しげる）〈58〉
演 - 谷本一
署長。
石田毅（いしだ たけし）〈32〉
演 - 前田倫良
巡査。

### その他
辰巳健夫（たつみ たけお）〈45〉
演 - 中本賢
「やげんぼり」店主。嶋田の弟弟子。
桜井明菜（さくらい あきな）〈35〉
演 - 真瀬樹里
星井の従妹。琵琶湖グランドホテルの副支配人。

### ゲスト
第1作「京都 大文字送り火 恩讐の殺意」（2010年）
- 福田昭雄（マッサージ師） - 石井康太
- 山下哲夫（「料亭みなみ川」副店長） - 尾崎右宗
- 嶋田史江（嶋田の妻・7年前自殺） - 渡辺杉枝
- 岸谷真琴（駐車場近くの住人） - 薗田杏奈
- 「料亭みなみ川」従業員 - 湯川尚樹
- 刑事 - 奥充弘、真鍋拓
- ホテルのボーイ - 植栗芳樹
- 南川雄一（「料亭みなみ川」従業員・南川の息子） - 井田國彦（少年期：西方純博）
- 南川和雄（「料亭みなみ川」オーナー・嶋田とは犬猿の仲） - 石田太郎
- 山岡京三（料理評論家） - 寺田農
- 嶋田優（和食店「光琳」オーナー） - 笹野高史

第2作「京都「源氏物語」華の道の殺人」（2011年）
- 上村香代（メイクアップアーティスト） - 中村ひろみ
- 北條由布子（富士子の妹・故人） - 押元奈緒子
- 花屋の主人 - 旭屋光太郎
- 縁日の母 - 幡手章江
- 縁日の娘 - 沢村まゆ香
- 北條の弟子 - 坂本真衣、辻角彩華
- 刑事 - 中田智
- 清水華子（城端産婦人科医院 看護師） - 田根楽子
- 北條留雄（富士子の従兄・農家） - 志賀圭二郎
- 花乃坊由美（華道「花乃坊流」次期家元・永観の娘） - 内田もも香
- 月山聖心（華道「月山流」家元） - 橘ゆかり
- 長澤英一（華道「北條流」専務・元代議士秘書） - 江藤潤
- 北條ひかる（華道「北條流」二代目家元・由美の恋人） - 藤ヶ谷太輔（Kis-My-Ft2）（赤ん坊：吉澤菜桜）
- 北條あおい（北條流京都会館 館主・ひかるの姉） - いしのようこ
- 花乃坊永観（華道「花乃坊流」三代目家元） - 若林豪（若き日：麻倉卓也）
- 北條富士子（華道「北條流」初代家元・ひかるとあおいの母） - 松原智恵子（若き日：うつい香織）

第3作「京都嵐山 桜紋様の殺人」（2012年）
- 喜多川綾子（植山の助手） - 遠野なぎこ
- 辻川ミゲル（京都を拠点に活動している着物デザイナー） - 池内万作
- 小池知美（綾子の高校の同級生） - 高樹マリア
- 清元弘治 - 見栄晴
- 弥生恭一郎 - 小宮孝泰
- 若林勇 - 鈴木正幸
- 糸山景子（美術商） - 東てる美
- 不動明夫（美術商） - 徳井優
- 植山小堂（日本画家） - 本田博太郎
- 向井由紀雄 - 佐久間哲
- 養鶏場主 - 不破万作

## スタッフ
- 原作 - 柏木圭一郎
- 脚本 - 小谷暢亮
- 監督 - 合月勇
- 編成担当 - 藤原麻知
- プロデューサー - 黒川浩行
- 制作 - ユニオン映画、TBS

## 放送日程
| 話数 | 放送日        | サブタイトル                 | 原作                                            | 脚本     | 監督   |
| ---- | ------------- | ---------------------------- | ----------------------------------------------- | -------- | ------ |
| 1    | 2010年3月01日 | 京都 大文字送り火 恩讐の殺意 | 「京都大文字送り火 恩讐の殺意」 （小学館文庫）  | 小谷暢亮 | 合月勇 |
| 2    | 2011年4月25日 | 京都「源氏物語」華の道の殺人 | 「京都「源氏物語」華の道の殺人」 （講談社文庫） | 小谷暢亮 | 合月勇 |
| 3    | 2012年6月25日 | 京都嵐山 桜紋様の殺人        | 「京都嵐山 桜紋様の殺人」 （光文社文庫）        | 小谷暢亮 | 合月勇 |